# Rudnja (Oblast' di Smolensk)
Rudnja in russo Рудня? è una cittadina della Russia europea, situata nell'oblast' di Smolensk a circa 68 km da Smolensk, sorge sulle rive del Malaja Beresina, tributario del Beresina. Menzionata in un documento del 1363, ricevette lo status di città nel 1926 ed è capoluogo del rajon di Rudnja.